# La Gloria, Jalpan
La Gloria är en ort i Mexiko.   Den ligger i kommunen Jalpan och delstaten Puebla, i den sydöstra delen av landet, 170 km nordost om huvudstaden Mexico City. La Gloria ligger 601 meter över havet och antalet invånare är 413.
Terrängen runt La Gloria är huvudsakligen kuperad, men den allra närmaste omgivningen är platt. La Gloria ligger uppe på en höjd. Runt La Gloria är det tätbefolkat, med 297 invånare per kvadratkilometer. Närmaste större samhälle är Tlaxco, 15,3 km väster om La Gloria. I omgivningarna runt La Gloria växer huvudsakligen savannskog.